# Caux-et-Sauzens
Caux-et-Sauzens là một xã của Pháp, nằm ở tỉnh Aude trong vùng Occitanie. Người dân địa phương trong tiếng Pháp gọi là Cauxois.
Xã này thuộc vùng đô thị Carcassonne, cự ly 8 về phía tây Carcassonne.
Các xã giáp ranh: Villesèquelande, Pezens và Sainte-Eulalie.

## Hành chính
| Danh sách các xã trưởng                |           |                 |      |                           |
| Giai đoạn                              | Giai đoạn | Tên             | Đảng | Tư cách                   |
| 1995                                   | 2014      | Angel Esteban   |      |                           |
| 1974                                   | 1995      | Pierre Azalbert |      |                           |
| 1910                                   |           | Louis Guitard   |      | Tổng ủy viên Tổng Alzonne |
| Tất cả các dữ liệu trước đây không rõ. |           |                 |      |                           |

## Thông tin nhân khẩu
| 1793 | 1800 | 1806 | 1821 | 1831 | 1836 | 1841 | 1846 | 1851 |
| ---- | ---- | ---- | ---- | ---- | ---- | ---- | ---- | ---- |
| 508  | 504  | 531  | 507  | 465  | 487  | 488  | 493  | 508  |

| 1856 | 1861 | 1866 | 1872 | 1876 | 1881 | 1886 | 1891 | 1896 |
| ---- | ---- | ---- | ---- | ---- | ---- | ---- | ---- | ---- |
| 496  | 446  | 422  | 432  | 422  | 520  | 540  | 527  | 553  |

| 1901 | 1906 | 1911 | 1921 | 1926 | 1931 | 1936 | 1946 | 1954 |
| ---- | ---- | ---- | ---- | ---- | ---- | ---- | ---- | ---- |
| 551  | 556  | 522  | 503  | 524  | 556  | 505  | 507  | 510  |

| 1962                                         | 1968 | 1975 | 1982 | 1990 | 1999 | - | - | - |
| -------------------------------------------- | ---- | ---- | ---- | ---- | ---- | - | - | - |
| 450                                          | 429  | 516  | 594  | 705  | 739  | - | - | - |
| Số liệu kể từ 1962 : dân số không tính trùng |      |      |      |      |      |   |   |   |

Graphique d'évolution de la population 1794-2004

## Nhân vật nổi bật
- Nicolas Ancion, nhà văn
- Michel Maurette, nhà văn